# Peter Dreier
Peter Dreier (* 29. Dezember 1966 in Landshut) ist ein deutscher Kommunalpolitiker (Freie Wähler). Er ist Landrat des Landkreises Landshut.

## Leben

### Ausbildung und Beruf
Dreier legte 1982 an der staatlichen Realschule Ergolding die Mittlere Reife ab und absolvierte anschließend eine Ausbildung zum Sozialversicherungsfachangestellten. Von 1986 bis 1999 war er in der Verwaltung seiner Heimatgemeinde Hohenthann tätig. Nebenbei bildete er sich zum Verwaltungsfachwirt und zum Verwaltungsbetriebswirt fort. Im Jahr 1999 wechselte er in die Stadtverwaltung von Rottenburg an der Laaber, wo er in der Finanzverwaltung und als Vorstandsvorsitzender des Kommunalunternehmens der Stadt Rottenburg arbeitete.

### Politik
Im Jahr 2002 wurde er in Hohenthann zum Bürgermeister gewählt und 2008 im Amt bestätigt. Am 16. März 2014 wählten ihn die Bürger des Landkreises Landshut mit der absoluten Mehrheit von 52,14 Prozent der Stimmen im ersten Wahlgang zum Landrat. Diesen Posten hat er als Nachfolger von Josef Eppeneder seit dem 1. Mai 2014 inne. Bei den Kommunalwahlen am 15. März 2020 setzte er sich mit 73,0 Prozent der Stimmen wiederum im ersten Wahlgang gegen sechs Mitbewerber durch.
Bei der Bundestagswahl 2025 kandidiert Dreier für die Freien Wähler im Bundestagswahlkreis Landshut.

### Weiteres Engagement
Peter Dreier ist Ausschuss-Mitglied des Vereins Stille Hilfe e. V., der unverschuldet in Not geratene Menschen in der näheren Umgebung finanziell unterstützt. Er sitzt im amtierenden Aufsichtsrat (2016) der „Bürgerenergie Isar e. G.“, dessen Vorsitzender er ist. Zusammen mit Landshuts ehemaligem Oberbürgermeister Hans Rampf leitet er als Landrat das am 7. April 2015 eingerichtete „Dialogforum Ost-Süd-Umfahrung Landshut im Zuge der B15neu“. Außerdem ist Dreier Vorsitzender der Verwaltungsräte der Sparkasse Landshut und des Landshuter Kommunalunternehmens für Medizinische Versorgung.

## Politische Positionen

### Flüchtlingspolitik
Bei einem Telefongespräch mit Bundeskanzlerin Angela Merkel im Oktober 2015 kündigte Dreier im Rahmen der Flüchtlingskrise 2015 an, bei Überschreiten eines Flüchtlingskontingents von 1.800 Personen in seinem Landkreis, die überzähligen Asylbewerber in Bussen zum Kanzleramt zu schicken, weil sein Landkreis dann nicht mehr aufnahmefähig sei.
Am 14. Januar 2016 machte Dreier seine Ankündigung wahr, indem er 31 anerkannte syrische Asylbewerber, die sich eine eigene Wohnung suchen dürfen, aber wegen der Wohnungsnot in ihren Flüchtlingsunterkünften bleiben können, nach Berlin transportierte. Damit wollte er auf die Herausforderungen hinweisen, die auf die Landkreise und Kommunen durch anerkannte Flüchtlinge zukommen. Aufgrund des angespannten Wohnungsmarktes im Landkreis Landshut gebe es für anerkannte Flüchtlinge kaum alternative Unterbringungsmöglichkeiten. Sie bleiben deshalb oftmals als sogenannte „Fehlbeleger“ in den staatlichen Unterkünften, obwohl sie dort ausziehen müssten. 
Seitens der regionalen Medien wurde die Busfahrt nach Berlin als klares Zeichen gesehen, dass die Flüchtlingspolitik der Bundesregierung nicht so fortgeführt werden kann.
Von überregionalen Medien wurde die Aktion als „unverantwortlich“, „unerhört“ und „abgekartetes Spiel […] auf dem Rücken der Flüchtlinge“ kritisiert und als Symbolpolitik und PR-Aktion für seine Partei bezeichnet. Seitens der transportierten Syrer wurde Dreier vorgeworfen, falsche Versprechungen gemacht zu haben. Am nächsten Tag kehrten 29 der 31 Syrer nach Bayern zurück, nachdem man sie in Berlin eine Nacht auf Senatskosten hatte unterbringen können.

### Infrastruktur und Verkehr
Dreier hat sich in der Vergangenheit klar für einen Weiterbau der autobahnähnlichen Schnellstraße B 15n über die Bundesautobahn 92 hinaus und damit auch für eine bessere Verkehrsanbindung des südlichen Landkreises ausgesprochen. Zugleich befürwortet er auch eine stadtnahe Osttangente, um den Landshuter Osten vom starken Durchgangsverkehr zu entlasten, und ist der Meinung, dass dies nicht dem Weiterbau der B 15n widerspricht, sondern beide Projekte sich vielmehr ergänzen.